# Tempest (gruppo musicale sudcoreano)
I Tempest (템페스트?; stilizzato in maiuscolo) sono una boy band sudcoreana formata da Hanbin, Hyeongseop, Hyuk, Eunchan, Lew, Hwarang e Taerae. Il gruppo è nato nel 2022 sotto la Yuehua Entertainment, ed ha pubblicato il suo EP di debutto, It's Me, It's We, il 2 marzo 2022.

## Formazione
- Hanbin (한빈; Ngô Ngọc Hưng) – voce
- Hyeongseop (형섭; Ahn Hyeong-seop) – voce
- Hyuk (혁; Koo Bon-hyuk) – voce
- Eunchan (은찬; Choi Byeong-seop) – voce
- Lew (루; Lee Eui-woong) – Leader, rap, voce
- Hwarang (화랑; Song Jae-won) – rap
- Taerae (태래; Kim Tae-rae) – rap

## Discografia

### EP
- 2022 – It's Me, It's We
- 2022 – Shining Up
- 2022 – On and On
- 2023 – The Calm Before the Storm

## Videografia
- 2022 – Bad News
- 2022 – Can't Stop Shining
- 2022 – Dragon
- 2023 – Dangerous

## Riconoscimenti
Asia Artist Awards
- New Wave Award (2022)[1]

Brand of the Year Awards
- Male Idol Rookie of the Year (2022)[2]

Circle Chart Music Awards
- IdolPlus New Star Award (2022)[3]

Genie Music Awards
- Best Male Rookie Award (2022)[4]

Brand Customer Loyalty Awards
- Male Idol (Rookie) Award (2023)[5]

Hanteo Music Awards
- Global Rising Star Award - China (2023)[6]
- Global Rising Star Award - Japan (2023)
- Rookie of the Year (Male) (2023)
- Best Rookie Male Idol (2023)[7]

Seoul Music Awards
- IdolPlus New Star Award (2023)[8]